# قتال جوي

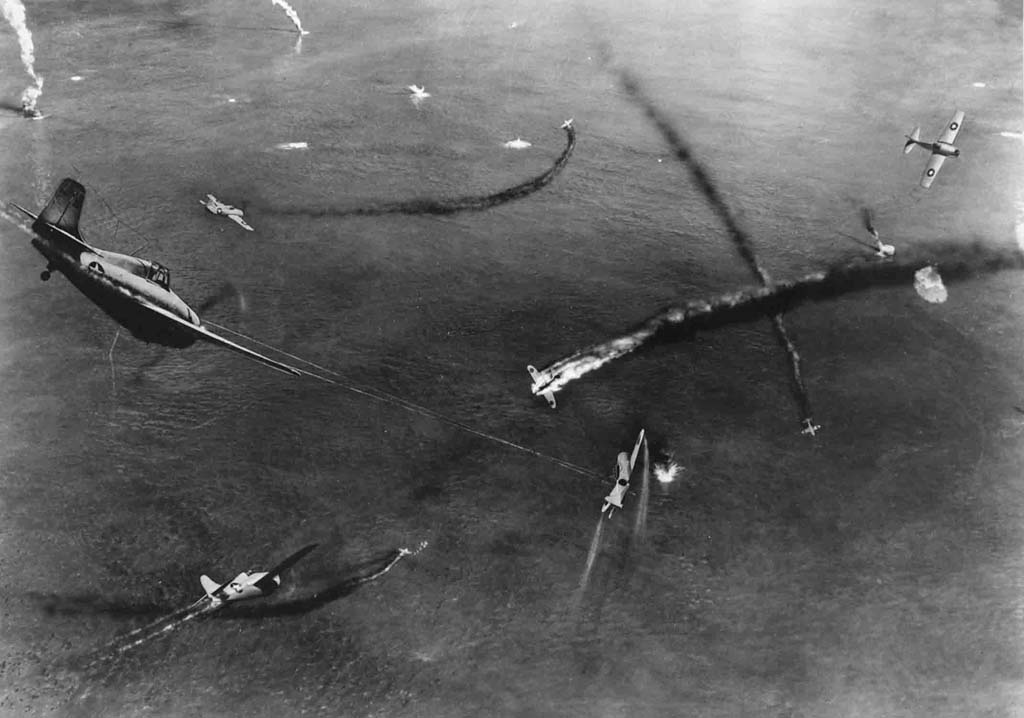
معركة جوية

المعارك الجوية أو دوغ فايت (بالإنجليزية: Dogfight)‏ هو مصطلح من الطيران العسكري ويعني اقتتال الطائرات بطريقة تكون فيها الطائرات قريبة من بعضها وتكون المسافة الفاصلة بين الطائرتين ضئيلة في المناورة. يرجع أصل هذا المصطلح إلى الحرب العالمية الأولى حيث كان الطيارون يمركزون طائرتهم خلف طائرة العدو بحيث يمكنهم إطلاق النار عليه في حين لا يستطيع العدو الرد. يتطلب الدوغ فايت مهارة من الطيارين وفي ظل التطور الذي حققته صناعة الطيران فإن الطيار الحربي قليلا ما يجد نفسه اليوم في حاجة إلى خوض مناورات قريبة المدى خاصة مع تحسن مدى الرادارات وتقنية التخفي والصواريخ الموجهة لذلك فإن هذا المصطلح بدأ يترك المجال لمصطلح مناورات قتالية جوية (بالإنجليزية: air combat maneuvering)‏.